# Ричард Хасан
Ричард С. Хасан (на английски: Richard S. Hassan) е бивш служител на Военновъздушните сили на Съединените щати от ирландски произход.
Работи в Кристъл Сити, Вирджиния като директор на службата „Управление на старшите ръководители“ във Военновъздушните сили, наблюдавайки тяхното кариерно развитие.
Въпреки че Ричард Хасан е бригаден генерал, секретарят (аналог на министър) на Военновъздушните сили го пенсионира в долното звание на полковник, скоро след като е установено, че е имал сексуални отношения, които са непрофесионални взаимоотношения и създават враждебна работна среда. Разкритията около Ричард Хасан стават след подобен скандал с бившия генерал-майор Томас Фискъс от Военновъздушните сили на САЩ и малко преди скандал с друг офицер с висок ранг от Военновъздушните сили – полковник Майкъл Г. Мърфи.